# Nélson de Jesus Silva
Nélson de Jesus Silva   (Irará, 7 d'octubre de 1973), més conegut com a Dida, és un exfutbolista brasiler que jugava de porter.

## Trajectòria
Nelson de Jesús Silva és un porter amb grans qualitats que li van permetre emigrar al futbol italià, a pesar de ser suplent en les dues passades edicions de la Copa del Món de França 1998 i Corea i Japó 2002, en la qual va sortir campió. És un porter sobri i seriós, reservat i disciplinat i és un bon parador de penals. Actualment juga en l'AC Milan de la Serie A italiana, amb el qual es va proclamar campió de clubs d'Europa en Lliga de Campions 2002-2003 i Lliga de Campions 2006-2007.

### Selecció brasilera
El 2003 es va consolidar com a titular de la selecció brasilera, la qual va començar les competicions de les eliminatòries mundialistes de Sud-amèrica per a Alemanya 2006, tenint una excel·lent participació en aquestes, ja que va ser titular en 16 partits dels 18 reglamentaris. Va jugar 14440 minuts i va rebre 15 gols en tota l'eliminatòria. Posteriorment va guanyar la Copa Confederacions 2005 disputada a Alemanya, i va arribar a quarts de final en el Mundial 2006. Va participar en 3 edicions de la Copa del Món, els anys 1998, 2002 i 2006.

### Incident del 2007
El 3 d'octubre del 2007, en un partit de la fase de grups de la Lliga de Campions de la UEFA, l'AC Milan queia derrotat contra el Cèltic de Glasgow per 2 a 1 quan un aficionat d'aquest equip saltà al terreny de joc per a celebrar un gol, passant just per davant del porter brasiler posant-li una mà al costat de la cara. Dida el perseguí uns pocs metres, per a deixar-se caure en el terreny de joc en una actuació que tota la premsa mundial considera de "ridícula" al fingir una agressió, i abandonant el camp de joc en llitera sent substituït pel porter suplent del conjunt milanès.

### Participacions en Copes del Món
| Mundial                     | Seu                  | Resultat        |
| --------------------------- | -------------------- | --------------- |
| Copa del Món de Futbol 1998 | França               | Subcampió       |
| Copa del Món de Futbol 2002 | Corea del Sud i Japó | Campió          |
| Copa del Món de Futbol 2006 | Alemanya             | Quarts de final |

## Palmarès

### Campionats nacionals
- Serie A: 2004.
- Supercopa d'Itàlia: 2004.
- Copa italiana: 2003.

### Campionats internacionals
- Campionat del Món de Clubs de futbol: 2000, 2007.
- Lliga de Campions: 2003, 2007.
- Supercopa d'Europa: 2003, 2007.
- Mundial 2002: 2002